# Os quadratum
Das Os quadratum (Kurzform Quadratum, veraltet auch „Quadratbein“) ist ein paariger Schädelknochen der Knochentiere, der bei allen „höheren“ Wirbeltierklassen, außer bei den Säugetieren, das primäre Kiefergelenk bildet. Bei den Säugetieren ist dieser Knochen als Amboss (Incus) mit in die Gehörknöchelchenkette einbezogen. Aufgrund seiner anatomischen Position spielt das Quadratum eine zentrale Rolle bei der Schädelkinetik.

## Fische

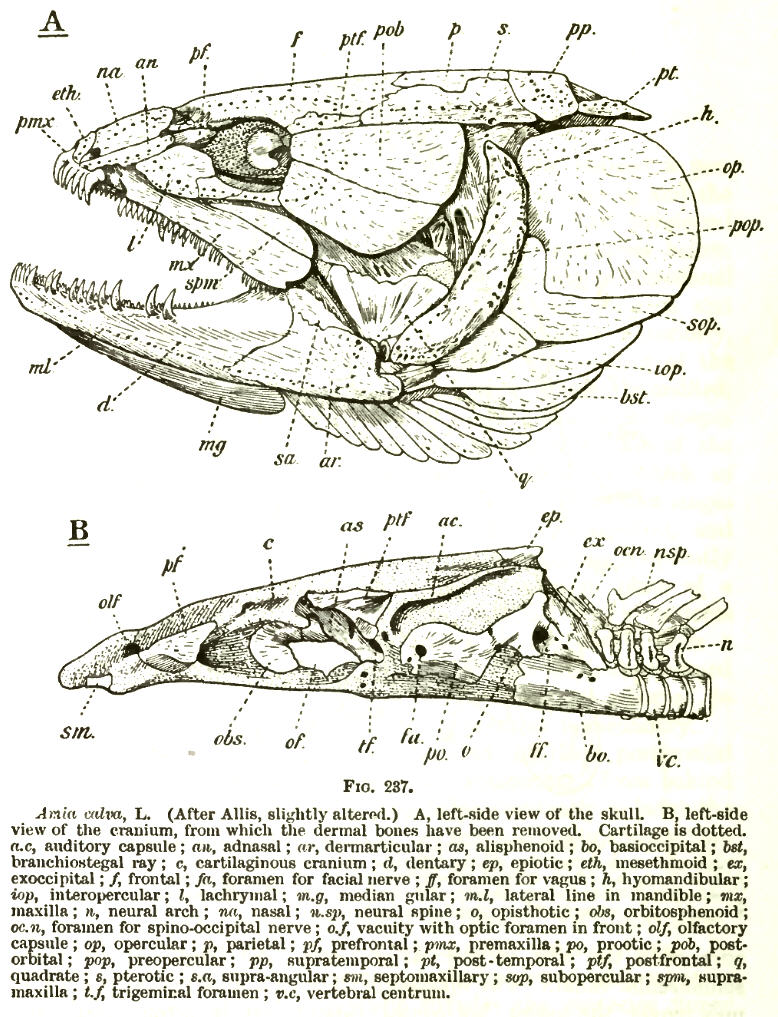
Schädel des Kahlhechts (Amia): Man erkennt das dreieckige Os quadratum als Träger des Kiefergelenks.

Der undifferenzierte Oberkiefer „primitiver“ Kiefermäuler (Gnathostomata, u. a. Knorpelfische) wird als Palatoquadratum bezeichnet. Bei Plattenkiemern (Elasmobranchii) ist er gegen den übrigen Schädel beweglich, bei den Chimären ist er mit dem Schädel verschmolzen. Aus dem Palatoquadratum gehen bei den Knochenfischen (Osteognathostomata) Gaumenbein (Palatinum), Metapterygoid und Quadratum hervor. Der Unterkiefer (Mandibel) gelenkt stets am Quadratteil des Palatoquadratums bzw. am Quadratum. Dieses Gelenk wird als Primäres Kiefergelenk bezeichnet und findet sich bei allen Gnathostomen, mit Ausnahme der Säuger. Es handelt sich dabei um ein Sattelgelenk und bei den fischartigen Gnathostomen von Anfang an und lange um die einzige Diarthrose. Laut idealistischer Morphologie gehen Palatoquadratum und Mandibel auf den vordersten Kiemenbogen der Kieferlosen („Agnatha“) zurück.
Man dachte, wie der Unterkiefer hätte auch der Oberkiefer anfänglich vorn eine Gelenk-Symphyse gehabt. Man sieht jetzt aber bei Acanthodii, dass der Palatinteil ein sekundärer Erwerb, durch Auswachsen, ist – das Gelenk dieses „Pterygoquadrats“ mit dem Neurocranium hinter der Augenhöhle ist also primitiv. Der Oberkiefer kann nicht einem Epibranchiale entsprechen. Um die Mundhöhle transversal (quer) stärker erweitern zu können (Schlingen, Atmung), endete dieser Oberkiefer gelenkend dann im Palatinum (also ohne Symphyse) – den vorderen dorsalen Mundrand übernahmen bezahnte Deckknochen der Nasenkapseln. Der vormalige Oberkiefer, dessen Zahnbasen innen (gegen die Mundhöhle) nun auch Deckknochen entwickelten, wird so – in Verbindung mit der hinten abstützenden oder führenden Hyomandibel – zum „Suspensorium“ und verliert dann auch das pterygiale Schädel-Gelenk. Die ventrale Verknöcherung des meist dreieckigen Suspensoriums ist das bei Teleostei fast immer dreieckige Quadratum, das wegen der Beteiligung am Kiefergelenk nie Zähne, daher auch keine Deckknochen, hat. Nur am Hinterrand besteht enger Kontakt zum wichtigsten Versteifungselement des Suspensoriums, dem Praeoperculare. Sonst ist der Kontakt zu den dorsalen Knochen des Suspensoriums (den Pterygoiden) wegen der nötigen Federwirkung nur knorpelig (Palatoquadratknorpel) – auch der Unterkiefer zeigt daher ähnlichen Bau (→ Meckel-Knorpel). Die Hyomandibel ist hinten durch das Symplecticum ins Quadratum „eingekeilt“. Ein freies bewegliches Quadratum ist bei Fischen sehr selten (Epibulus insidiator, Petenia) – sonst ist es, mit dem Suspensorium (durch die Musculi levator arcus palatini, adductor arcus palatini et hyomandibularis und die Mundboden- und Hyoid-Muskulatur), vorwiegend transversal beweglich (Erweitern und Verengen der Mundhöhle). Es gibt aber auch Fische mit unbeweglichem Suspensorium – diese atmen dann nur mit der Branchiostegalmembran (Uranoscopidae) oder fast nur mit den Kiemendeckeln (Mormyridae, Serrasalmidae u. a.). Vom Quadratum entspringt außen fast immer ein Teil des M. adductor mandibulae (Kaumuskel), aber auch innen kann ein Teil dieses Muskels entspringen (Aω zur Innenseite des Meckelschen Knorpels).

## Amphibien und Reptilien

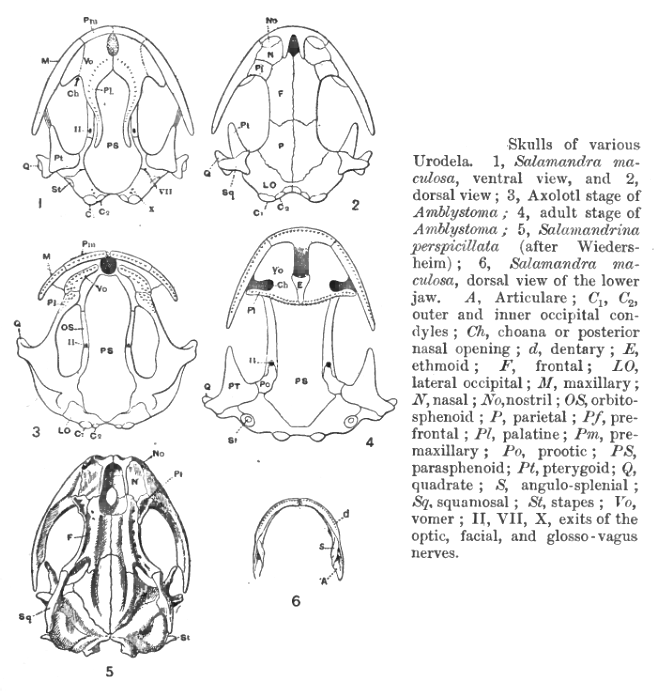
Dorsalansichten der Schädel von Schwanzlurchen. Q: Quadratum

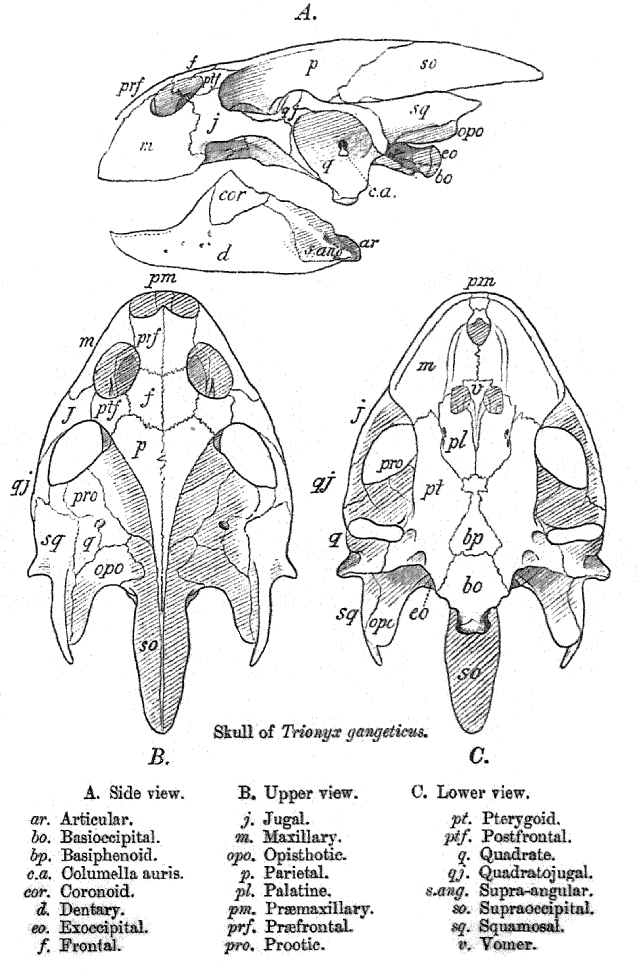
Akinetischer Schädel der Weichschildkröte Trionyx sp.

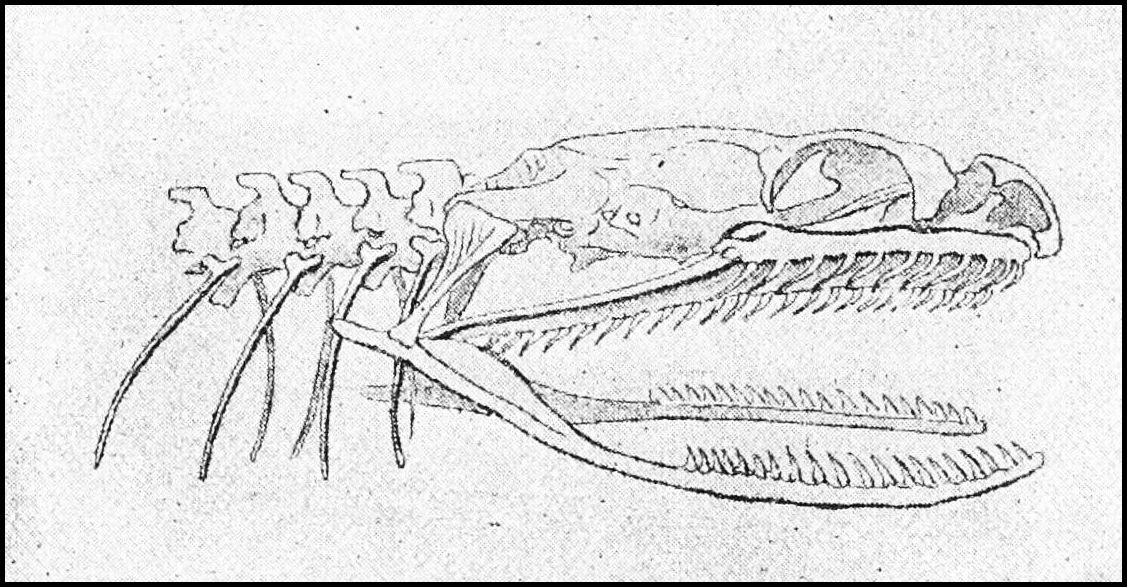
Schädel einer Strumpfbandnatter. Das große Quadratum ist sehr frei beweglich, auch transversal.

Diapsidenschädel (schematische Darstellung): Lagebeziehung von Quadratum (q), Squamosum (sq), Quadratojugale (qj) und Jugale (j).

Bei den Landwirbeltieren ist der Kiemenapparat und mit ihm die Kiemendeckelserie reduziert, und der Schultergürtel ist eine eigenständige Struktur. Somit sitzt das Quadratum als Kiefergelenkträger oft an der breitesten Stelle des Schädels an oder nahe dessen Hinterrand. Mit dem Oberkiefer kann es durch das Quadratojugale verbunden sein. Die Hyomandibel liegt reduziert daneben, hat ihre Führungsfunktion eingebüßt (der Kieferapparat ist wieder autostyl wie möglicherweise bei den frühesten Kiefermäulern), aber eine neue erlangt: sie überträgt nun Schallwellen vom Mundboden zum Innenohr.
Bei den „Reptilien“ sind die Lage und Funktion des Quadratum im Wesentlichen gleich. Jedoch gibt es Unterschiede zwischen den Gruppen hinsichtlich der Beweglichkeit der Schädelelemente gegeneinander (→ Schädelkinese). Die Schildkröten und Krokodile haben akinetische, d. h. wenig oder gar nicht in sich bewegliche Schädel. Die formenreichen Schädel der Schuppenkriechtiere (Squamata) sind hingegen meist relativ stark kinetisch. Das Quadratum ist hierbei beweglich am Schuppenbein (Squamosum) aufgehängt und kann beim Öffnen und Schließen des Kiefers vor bzw. zurückschwingen. Dies wird als Streptostylie (erforscht besonders von Jan Versluys 1912, 1927, 1937) und das entsprechende Squamosum-Quadratum-Gelenk als streptostyles Gelenk bezeichnet (bei den Chamäleons im Zusammenhang mit ihrer speziellen Jagdtechnik wieder zurückgebildet). Bei den Schlangen ist das Quadratum mit der starken Modifikation des Schädels zu einer hochmobilen Struktur besonders beweglich, vor allem auch quer zur Längsachse des Schädels (transversal).

## Vögel

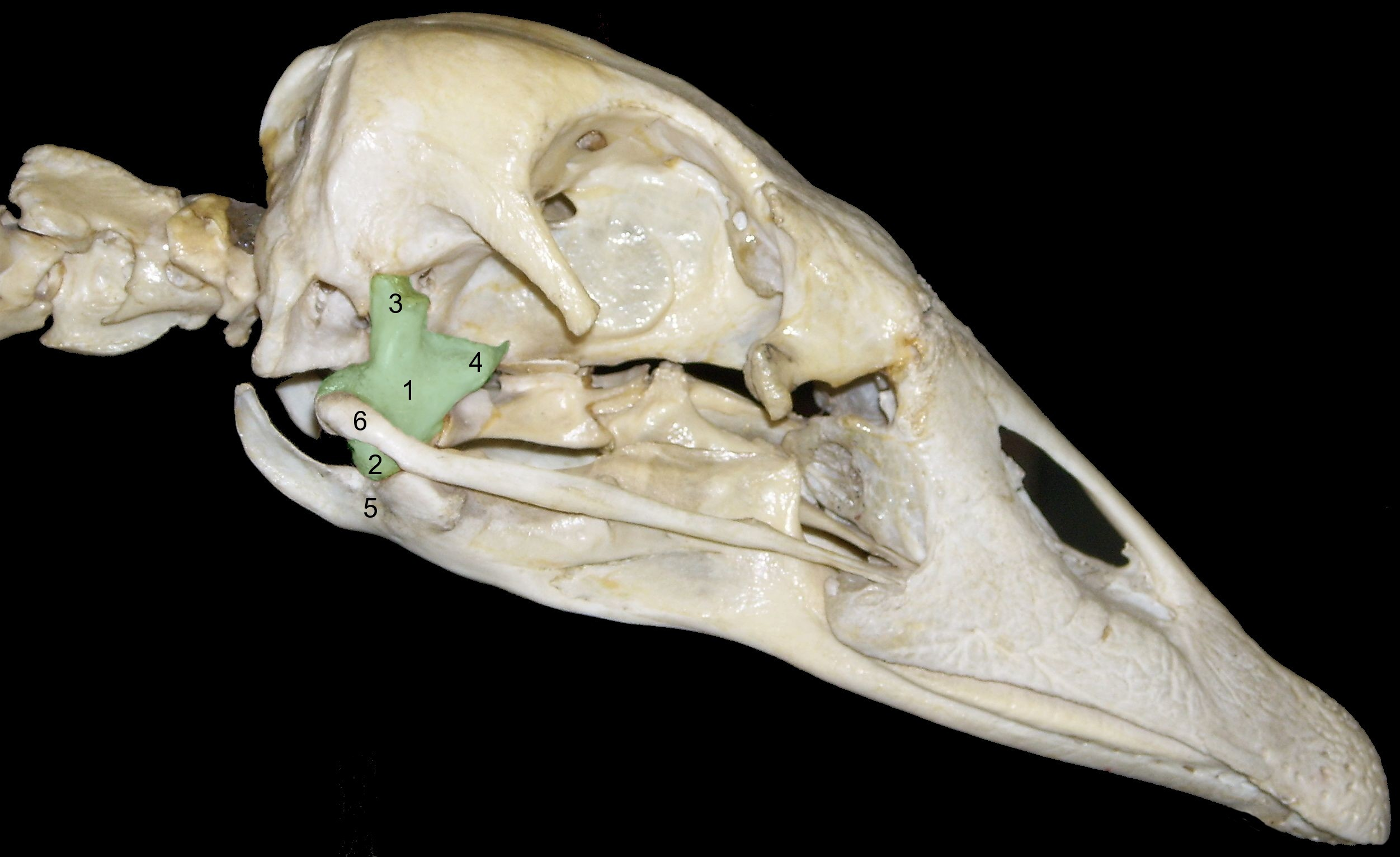
Quadratum einer Gans (grün) mit 1 Körper, 2 Unterkieferfortsatz, 3 Ohrfortsatz, 4 Augenhöhlenfortsatz. 5 Os articulare, 6 Os quadratojugale.

Bei den Vögeln ist das vierkantige Quadratum ganz ähnlich wie bei den Schuppenkriechtieren beweglich am Schädel aufgehängt (Streptostylie). Der Körper des Quadratum (Corpus quadrati) besitzt drei Fortsätze. Der Ohrfortsatz (Processus oticus quadrati) bildet das Gelenk mit dem Schädel (Articulatio quadrato-squamoso-otica). Der Unterkieferfortsatz (Processus mandibularis quadrati) bildet die gelenkige Verbindung zum Unterkiefer, genauer zum Os articulare. Der Augenhöhlenfortsatz (Processus orbitalis quadrati) ist zur Augenhöhle (Orbita) gerichtet. An ihm setzt der Musculus protractor pterygoidei et quadrati an.
Der Oberkiefer (Oberschnabel) der Vögel ist durch eine elastische Zone – eine Art Pseudogelenk – mit dem übrigen Schädel verbunden. Durch Zug des Musculus protractor pterygoidei et quadrati (Syn. Musculus craniopterygoquadratus, Musculus sphenopterygoquadratus) wird das Quadratum mit seiner unteren Hälfte nach vorn bewegt, wodurch sich das wie ein Pleuel an ihm befestigte Os quadratojugale und das Os jugale ebenfalls nach vorn bewegen und den Oberkiefer nach oben schieben. Im Gegensatz zu den Säugetieren, wo zur Maul-Öffnung nur der Unterkiefer nach unten bewegt werden kann, können Vögel gleichzeitig auch den Oberkiefer nach oben bewegen (deutlich zu sehen z. B. bei Papageien, fast gar nicht beim Strauß). Der Musculus pseudotemporalis profundus (Syn. Musculus quadratomandibularis) und der Musculus adductor mandibulae caudalis, die am Körper des Quadratum ansetzen, drehen beim Kieferschluss das Quadratum wieder zurück und bewegen damit auch den Oberkiefer nach unten. Da die Drehachse des „Pseudogelenks“ vor der Augenhöhle liegt, spricht man von einem prokinetischen Schädel; bei etlichen Charadriiformes wird sogar nur die Schnabelspitze aufgebogen.